# Standard Catalog of World Coins
Lo Standard Catalog of World Coins è una serie di cataloghi numismatici noti comunemente nel commercio numismatico come catalogo Krause. Sono stati compilati in diversi volumi per monete coniate dal 1601 dallo staff della Krause Publications a partire dalla metà degli anni 1970.
Il sistema di numerazione dei cataloghi Krause usa le sigle  'KM', 'KMM', 'KMTn.', 'X' e 'Y'.